# Кийву
Ки́йву (ест. Kõivu küla) — село в Естонії, у волості Луунья повіту Тартумаа.

## Населення
Чисельність населення на 31 грудня 2011 року становила 32 особи.